# دیمو باکالوف
دیمو باکالوف (بلغاری: Димо Найденов Бакалов؛ زادهٔ ۱۹ دسامبر ۱۹۸۸) بازیکن فوتبال اهل بلغارستان است.
از باشگاه‌هایی که در آن بازی کرده است می‌توان به باشگاه فوتبال لودوگورتس رازگراد اشاره کرد.